# Bonnes (Vienne)
Bonnes é uma comuna francesa na região administrativa da Nova Aquitânia, no departamento de Vienne. Estende-se por uma área de 34,35 km². Em 2010 a comuna tinha 1 753 habitantes (densidade: 51 hab./km²).